# James Winchester (Footballspieler)
James Winchester (* 6. August 1989 in Washington, Oklahoma) ist ein US-amerikanischer Footballspieler auf der Position des Long Snappers. Er spielt für die Kansas City Chiefs in der National Football League (NFL).

## Frühe Jahre
Winchester ging in seiner Geburtsstadt Washington, Oklahoma, auf die Highschool. Später besuchte er die University of Oklahoma.

## NFL
Winchester wurde im NFL-Draft 2013 nicht berücksichtigt. Jedoch nahmen ihn die Philadelphia Eagles unter Vertrag. Am 25. August 2013 wurde er entlassen.
Am 13. März 2015 unterzeichnete er einen Vertrag bei den Kansas City Chiefs. Am 23. Januar 2017 erhielt er einen Fünfjahresvertrag bei den Chiefs.
Am 2. Spieltag der Saison 2017 erzielte er einen Fumble gegen Darren Sproles; sein Teamkollege Anthony Sherman nahm den Fumble auf. Am 2. Februar 2020 gewann er mit den Chiefs den Super Bowl LIV mit 31:20 gegen die San Francisco 49ers.